# Issa N’Diaye
Issa N’Diaye (geb. 18. Oktober 1948 in Kayes, Mali; gest. 30. November 2024 in Paris, Frankreich) war ein malischer Politiker und Professor der Philosophie.

## Leben
Issa N’Diaye war Philosophieprofessor. Außerdem diente er als Bildungsminister (1991–1992) und als Ministre de la Culture et de la Recherche scientifique (1992–1993). Er war Präsident des Forum Civique einer Denkfabrik. 2013 wurde er zum 36. Kongress der Parti communiste français (PCF) in Frankreich eingeladen.

## Tod
N’Diaye starb am 30. November 2024 in Paris.

### Familie
Issa N’Diaye ist der Bruder von Keïta Rokiatou N’Diaye, einer Politikerin und Geographin.

## Werke
- Le festival des brigands: démocratie et fractures sociales au Mali. La Sahélienne, 2018. ISBN 978-99952-70-25-4
- La scolarisation des enfants handicapés au Sénégal.
- Le festival des brigands: démocratie et fractures sociales au Mali.
- Les partis politiques au Mali: forces et faiblesses axes prioritaires d’appui: rapport final d’ateliers d’auto-évaluation.
- Mythes et existence: réflexions sur la pensée négro-africaine et sur la pensée grecque.
- The place and the role of romanesque in Zola’s poetic.